# 巴基斯坦兵工廠
巴基斯坦兵工廠（Pakistan Ordnance Factories，POF）是巴基斯坦的一個國防工業中心，專門製造傳統武器和彈藥，負責單位為巴基斯坦國防部。兵工廠建立於1951年，並持續擴張，目前生產14個主要武器產品以及6個商業附屬產品。

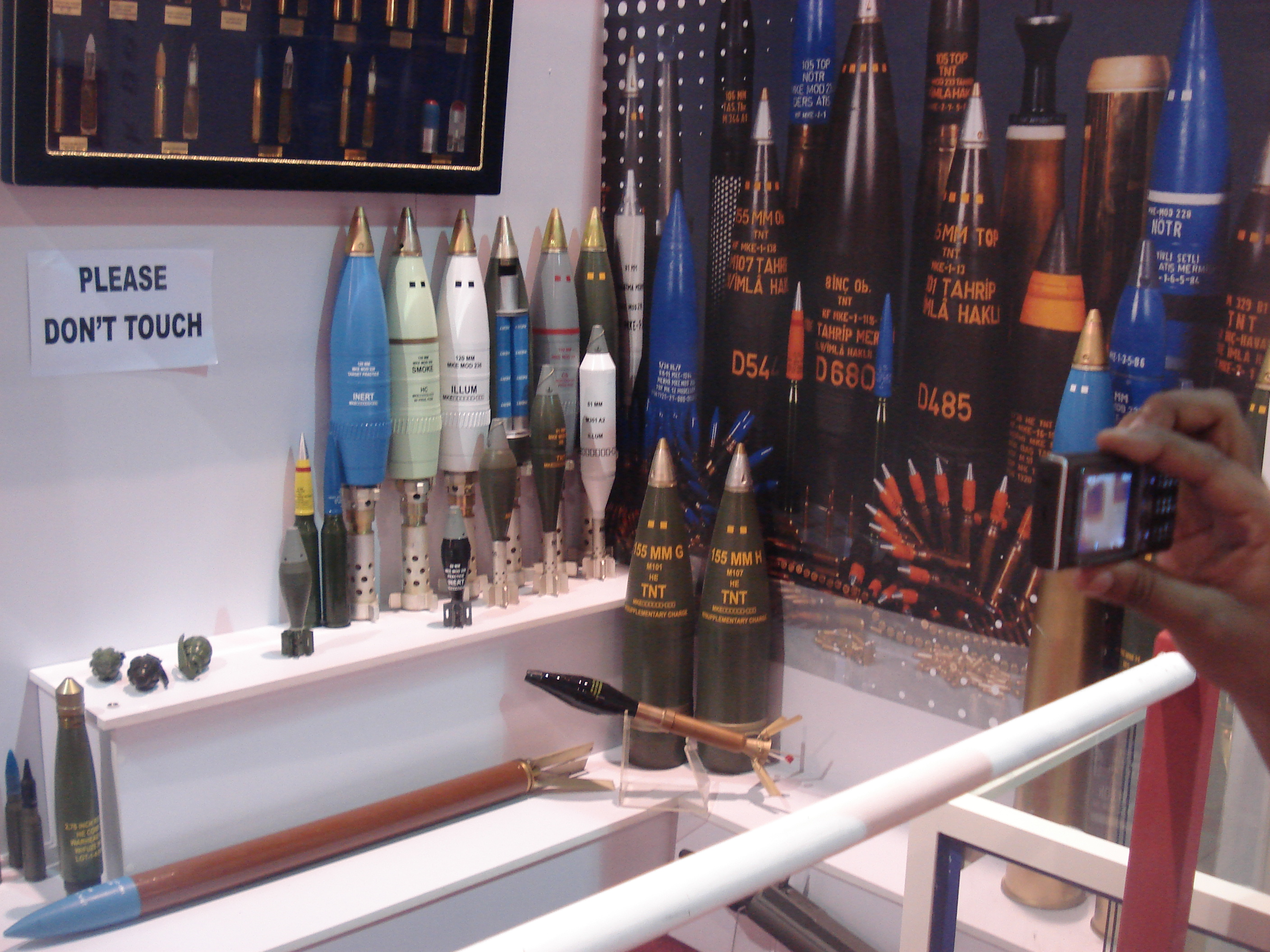
巴基斯坦兵工廠的展示廳

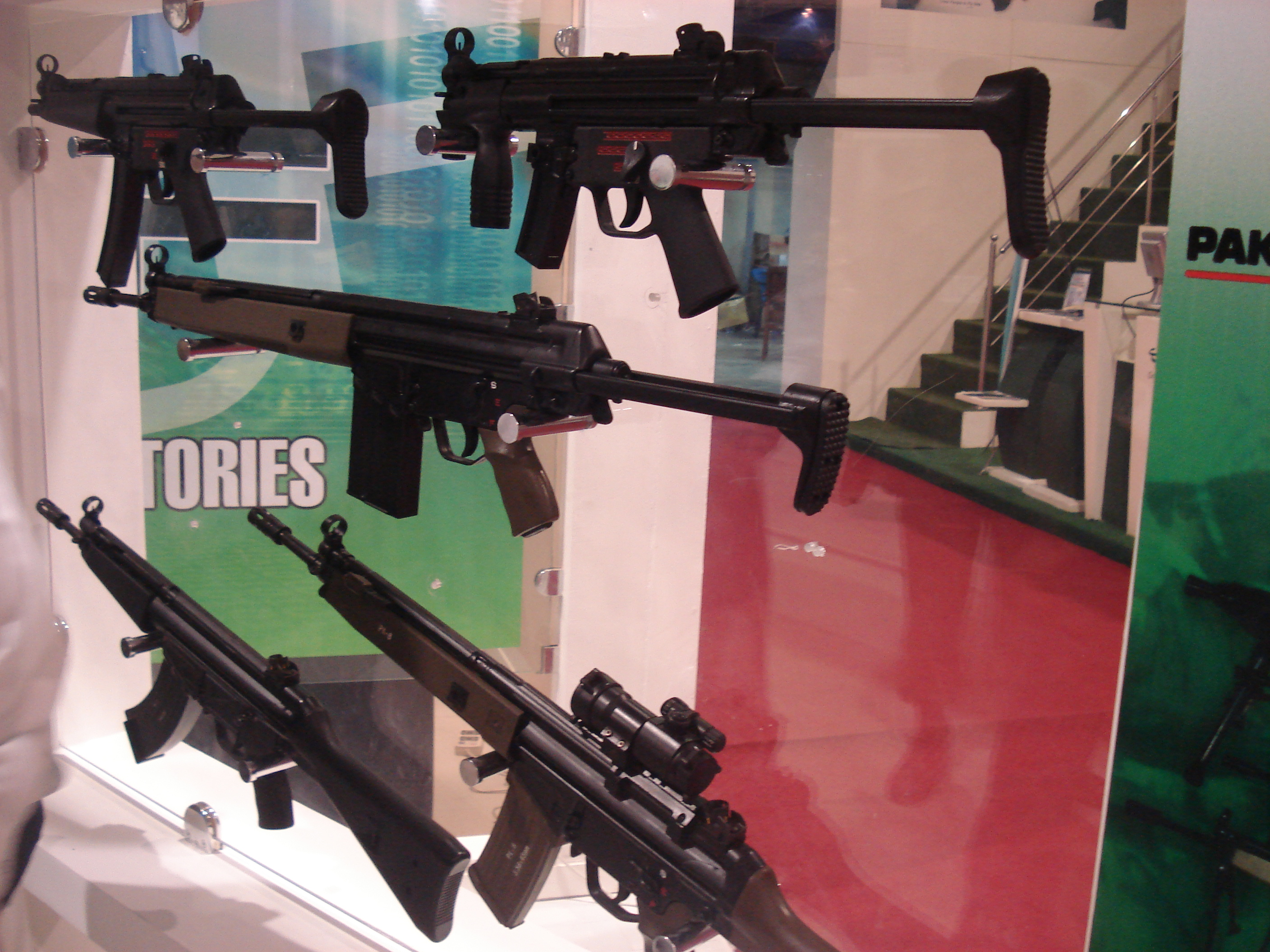
MP4槍族的自製化

巴基斯坦兵工廠通過了國際標準化組織的認證，包括ISO 9001的品質管理認證、ISO 14001環境管理認證，以及ISO 17025實驗室和校正機構標準認證。

## 歷史
巴基斯坦獨立後，需要建立武器工廠以防衛國家。在四個月的獨立過程中，首任總理利雅卡特·阿里·汗（Liaquat Ali Khan）授權在境內興建武器兵工廠。依循利雅卡特的政策，第二任總理卡瓦賈·納茲穆丁（Khawaja Nazimuddin）在1951年12月建造完成了巴基斯坦兵工廠的其中四座廠房。

## 攻擊事件
在2008年8月21日，巴基斯坦兵工廠成為兩次自殺炸彈事件的攻擊目標，造成60人死亡以及81人受傷。這場爆炸事件是由巴基斯坦的塔利班人士發動，目的是為了報復巴基斯坦軍隊在西北戰爭中的攻擊行為。

## 外部連結
- 巴基斯坦兵工廠官方網站 （页面存档备份，存于）